# Xã Hardin, Quận Hardin, Iowa
Xã Hardin (tiếng Anh: Hardin Township) là một xã thuộc quận Hardin, tiểu bang Iowa, Hoa Kỳ. Năm 2010, dân số của xã này là 6.344 người.